# Ambisonics
Ambisonics (auch Ambisonic) ist ein Verfahren zur Aufnahme und Wiedergabe eines Schallfelds. Diese Audiotechnologie wurde in den 1960er und 1970er Jahren in Großbritannien entwickelt und im Wesentlichen von Michael A. Gerzon und Peter Fellgett vorangetrieben. Im Unterschied zu den kanalorientierten Übertragungsverfahren ist für die Wiedergabe keine feste Anzahl von Lautsprechern vorgegeben.
Die Lautsprechersignale werden für jede Lautsprecherposition aus den übertragenen Ambisonics-Signalen zusammengesetzt, die für Empfänger verschiedener Richtwirkungen stehen (omnidirektionale Richtwirkung, Achten in die kartesische Koordinatenrichtungen, und bei höherer Ordnung auch weitere Kugelflächenfunktionen höherer Ordnungen).

## Physikalisches Prinzip
In der Basisversion, bekannt als First Order Ambisonics B-Format, wird die Information in den Kanälen W, X, Y und Z übertragen. Dabei enthält W die reine Schalldruckkomponente, aufgenommen mit einem ungerichteten (Kugel)-Mikrofon. Die Signale X, Y und Z sind die Druckgradientenkomponenten in den zugehörigen Raumachsen.
{\displaystyle W=1}
{\displaystyle X={\sqrt {2}}\cos \phi }
{\displaystyle Y={\sqrt {2}}\sin \phi }
Aufgenommen werden sie mit Mikrofonen, deren Acht-Charakteristik in der entsprechenden Achse ausgerichtet ist. Das Verfahren zielt darauf ab, beim Zuhörer aus diesen Signalen an seinem Abhörplatz wieder den aufgezeichneten Schalldruck mit dem zugehörigen Vektor der Schallschnelle zu rekonstruieren. Für eine rechteckige Lautsprecheranordnung in der horizontalen Ebene werden die einzelnen Lautsprechersignale aus den Winkeln zur Mittelachse abgeleitet:
{\displaystyle P_{n}=W+X/({\sqrt {2}}\cos \theta _{n})+Y/({\sqrt {2}}\sin \theta _{n})\,}
Die virtuellen Positionen der Schallquelle können aber nicht nur mit dem Soundfield-Mikrofon aufgenommen werden, ein Ambisonics-Coder kann das Monosignal an frei wählbaren Positionen im dreidimensionalen Schallfeld darstellen.

## Vorteile des Verfahrens
Ein Vorteil des Verfahrens ist, dass auch die Elevationsebene nach mathematischen Beziehungen für jede beliebige Lautsprecherposition dekodiert werden kann. Dadurch wird schon mit vier Übertragungskanälen ein dreidimensionales Schallfeld erzeugt. In diesem Schallfeld ist keine Raumachse bevorzugt, alle Lautsprecher tragen ihren Anteil bei. Herkömmliche Raumklang-Verfahren sind selbst bei sechs Übertragungskanälen noch zweidimensional.
Mit steigender Zahl der dekodierten Lautsprecherkanäle gewinnt das Schallfeld an Stabilität. Es kann dann sogar von Zuhörern außerhalb der Lautsprecheranordnung wahrgenommen werden. Die Lautsprecher müssen nicht an fest vorgegebenen Positionen in einem regulären Rechteck positioniert werden. Das erlaubt eine bessere Anpassung an die praktischen Wiedergabebedingungen.
Mit zusätzlichen Übertragungskanälen kann die Stabilität der räumlichen Abbildung weiter gesteigert werden. Dabei bleibt das Verfahren immer abwärtskompatibel. Es kann einfach auf die Dekodierung einzelner Kanäle verzichtet werden. Um eine Kompatibilität für die Wiedergabe auf Mono- und Stereosystemen zu gewährleisten, wurde die UHJ-Hierarchie entwickelt. Diese umfasst ein Format mit vier Kanälen, welches das gesamte B-Format abbildet, ein ausschließlich horizontales 3-Kanal-Format, ein 2½-Kanal-Format, bei dem der dritte Kanal nur die halbe Bandbreite umfasst und ein 2-Kanal-Format. Schon mit zwei Übertragungskanälen ist es dabei möglich, eine horizontale Raumklang-Wiedergabe zu etablieren, wobei die Wiedergabe ohne Dekoder stereokompatibel bleibt. Heute wird UHJ in der Regel mit dem 2-Kanal-Format (eigentlich BHJ) gleichgesetzt.
Aufzeichnungen im Ambisonics-G-Format sind auf herkömmlichen Raumklang-Anlagen abspielbar. Der Dekoder wird dabei aufnahmeseitig in den Übertragungsweg geschaltet. Dabei wird eine Dekodierung auf die Standardpositionen üblicher Raumklang-Lautsprecher in Wohnräumen dekodiert. Die Vorzüge des Verfahrens werden dabei nur eingeschränkt genutzt. Zunehmend soll sich dieses Verfahren im Aufnahmebereich auch bei konventionellen Produktionen für eine verbesserte Raumabbildung durchsetzen.

## Anwendung
Die BBC hatte bereits 1979 mit Ambisonics experimentiert, war 2012 aber noch nicht über die Versuchphase hinausgekommen. 2012 erwarb Dolby Laboratories den Ambisonics-Spezialisten imm sound, bevor das neue System Dolby Atmos veröffentlicht wurde.
Seit 2017 wird der jährliche, internationale 3D-Audioproduktionswettbewerb S3DAPC vom Institut für Elektronische Musik und Akustik und dem Verband Deutscher Tonmeister organisiert, dessen Einreichformat Ambisonics 5. Ordnung ist.
Derzeit sind der AllRAD-Dekoder die Standardlösung zur Dekodierung auf Lautsprecher (All-Round Ambisonic Decoder) und der MagLS-Binauraldekoder für Kopfhörer (Magnitude Least Squares), wie in den seit 2018 verfügbaren, quelloffenen, freien IEM und SPARTA Ambisonics-Produktionswerkzeugen umgesetzt.
Ebenfalls seit 2018 existiert eine Open-Source-Implementierung in Form des Audiocodecs Opus. Im Zuge der Verbreitung von Virtual-Reality-Anwendungen hat sich das Verfahren als Quasistandard durchgesetzt, nachdem es von Google, Meta und anderen übernommen wurde. 2017 veröffentlichten Sennheiser und 2018 Zoom eigene VR-Mikrofone.
Im Bereich Videospiele hat sich der Entwickler Codemasters besonders hervorgetan, indem Ambisoncs schon früh in ihren Rennspielen auf der Playstation 3 und dem PC sowie später auf der Xbox 360 implementierten. Mittlerweile bietet die Softwarebibliothek OpenAL eine Möglichkeit Ambisonics auch nachträglich einzubinden. Die Unity Engine unterstützt Ambisonics seit 2017, die Unreal Engine seit 2022.